# Merodiploide
En genética bacteriana se conoce como merodiploide o diploide parcial a una bacteria (organismo haploide) que incorporó un fragmento de ADN del exterior que contiene una variante de un gen propio de la bacteria, de manera que ahora posee dos copias de ese gen (o dos alelos). Como esta bacteria es solo diploide para ese gen se dice que es diploide parcial o merodiploide.[]
Vale lo mismo para un fragmento de ADN que posea varios genes.